# ヨーカ (スコットランド王)
ヨーカ・アプ・ラン（英: Eochaid ab Rhun、850年頃 - 不詳）はスコットランド王（在位：878年 - 889年）。ストラスクライド王ラン・アプ・アスガルとケネス1世の娘の息子とされる。ストラスクライド王国の王位も兼ねた。

## 人物
父の死に伴い、ストラスクライド王に即位した。878年にピクト人の王・ギリック（ヨーカの母方の祖父・ケネス1世の甥）の共同統治者としてスコットランド王位にも就いた。889年にギリックが死ぬと、スコットランド王位を失った。ストラスクライド王位は死ぬまで保持できたとされ、息子のディフンワルに受け継がれた。